# 斯季納
48°27′9″N 28°25′16″E / 48.45250°N 28.42111°E
斯季納（烏克蘭語：Стіна），是烏克蘭的村落，位於該國西南部文尼察州，由圖利欽區負責管轄，始建於1550年，面積3.89平方公里，海拔高度196米，2001年人口1,033，人口密度每平方公里265.55人。